# Шмолік Сергій Петрович
Сергій Петрович Шмолік (біл. Сяргей Пятровіч Шмолік, рос. Серге́й Петрович Шмолик, нар. 12 січня 1965, Берестя) — колишній білоруський футбольний суддя, арбітр ФІФА у 1993—2008 роках. 5 липня 2008 року він провів матч у стані сильного алкогольного сп'яніння, після чого був відсторонений від суддівства довічно.

## Біографія
Сергій Шмолік народився і виріс в Білорусі, де пізніше став судити національні чемпіонат і кубок. Професію арбітра він поєднував з роботою викладача фізичної культури в Берестейському державному університеті.
У 1993 році Шмолік отримав ліцензію арбітра ФІФА. Через рік він судив свій перший матч єврокубків, «Марибор» — «Аустрія» в Кубку володарів кубків, де показав 6 жовтих і 1 червону картки. Він продовжував судити початкові раунди єврокубків, коли в 1996 році був викликаний на відбірковий матч чемпіонату світу 1998 року Ліхтенштейн — Ірландія.
У 1999 році він працював на чемпіонаті світу серед молодіжних команд, де судив 4 матчі, по 2 в груповій стадії та плей-оф. У двох наступних відбіркових раундах зони УЄФА білорус судив по 3 матчі, але потім його міжнародна кар'єра пішла на спад, і він працював в основному на попередніх раундах єврокубків.
У Білорусі Шмолік продовжував залишатися одним із провідних суддів, він судив не менше двох фіналів національного кубка, в 2004 і 2006 роках. У тому ж 2006 році Вища ліга Латвії запросила його судити матч «Сконто» — «Вентспілс». У 2007 році Шмолік був визнаний найкращим арбітром країни.
5 липня 2008 року Шмолік судив матч чемпіонату Білорусі «Вітебськ» — «Нафтан». По ходу другого тайму стало зрозуміло, що з арбітром щось відбувається. Однак він відпрацював матч до кінця, після чого кілька хвилин йшов з поля, вигнувши тулуб убік. Глядачі, зрозумівши, що суддя п'яний, аплодували йому, і той махав рукою у відповідь. Навіть у такому стані арбітр відпрацював матч без суттєвих помилок. Після матчу Шмолік пройшов алкогольний огляд, який виявив стан сильного сп'яніння. В інтерв'ю він стверджував, що у нього просто боліла спина, але Суддівський комітет Білоруської федерації футболу дискваліфікував Шмоліка довічно.